# Kugelhammer

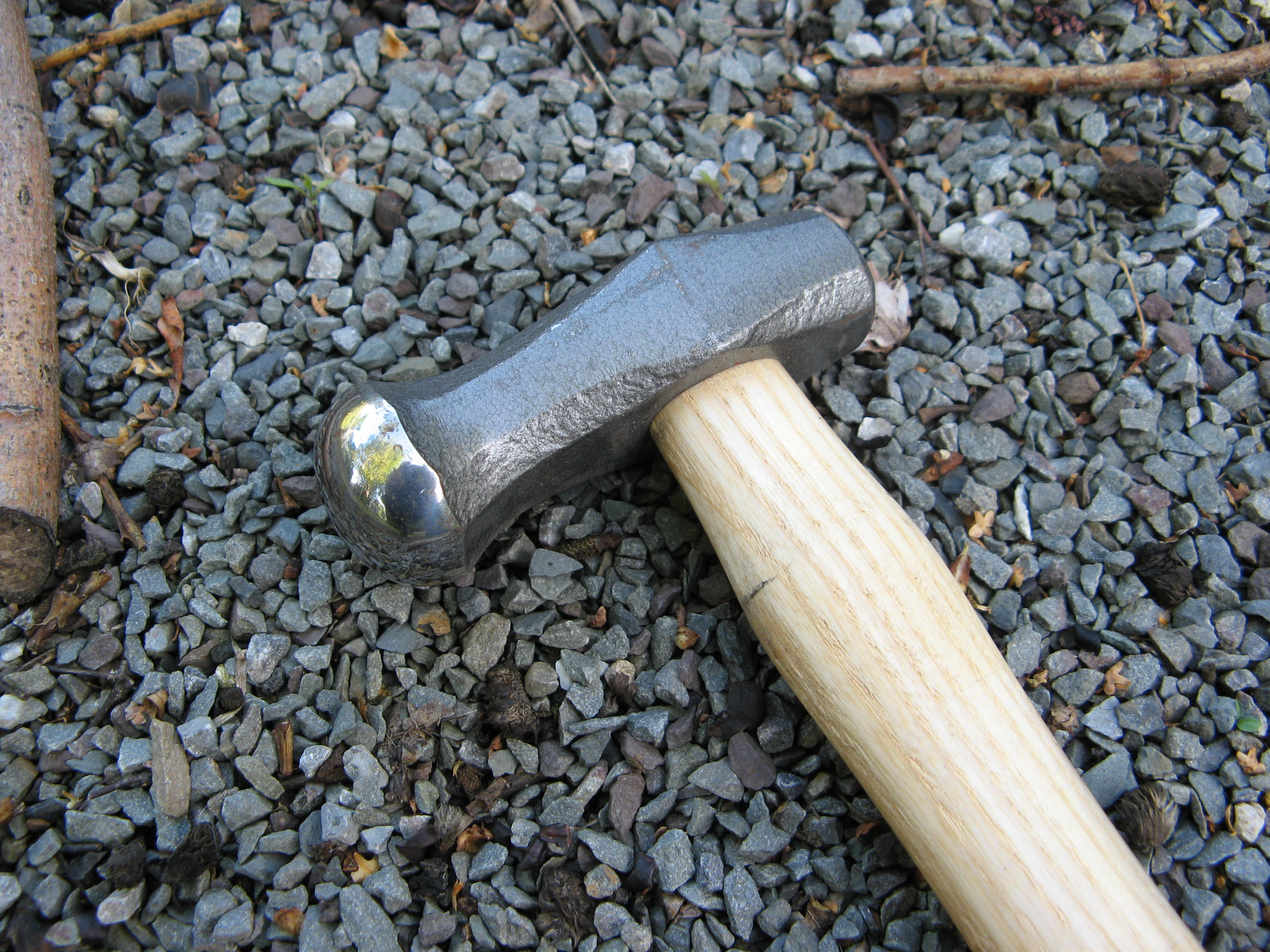
Kugelhammer 375

Ein Kugelhammer ist ein Hammer mit mindestens einer, oft auch zwei hochgewölbten polierten Bahnen. Der Hammer dient zum Treiben von Blech. Stifte und Nägel können bündig eingeschlagen werden, ohne die Oberfläche des Werkstücks zu beschädigen. Auch zum Vernieten wird dieser Hammer verwendet.